# 4279 De Gasparis
4279 De Gasparis (1982 WB) là một tiểu hành tinh vành đai chính được phát hiện ngày 19 tháng 11 năm 1982 bởi Osservatorio San Vittore ở Bologna.